# Брокопондо (водохранилище)
Брокопо́ндо (нидерл. Brokopondostuwmeer) или Бло́мместейн (Водохранилище имени профессора доктора инженера В. Й. ван Бломместейна, Ван Бломстейн; нидерл. Professor Doctor Ingenieur W. J. van Blommesteinmeer) — крупнейшее водохранилище южноамериканской страны Суринам. Также имеет название Prof. Dr. Ir. W.J. van Blommesteinmeer в честь нидерландского инженера-гидролога Вильяма Йохана фон Бломместайна. Является одним из самых крупных водохранилищ в мире — его площадь составляет примерно 1560 км² (в зависимости от уровня воды).
Строительство плотины Афобака на реке Суринам началось в 1961 году и продолжалось до 1964 года. Находится плотина рядом с небольшим городом Брокопондо, поэтому длинное официальное название было заменено местными на Brokopondomeer. Высота плотины — 54 м, длина, включая дополнительные дамбы вдоль краёв водохранилища — 12 км. Площадь водосбора водохранилища составляет 12 200 км².
Наполнение водохранилища началось в 1965 году, оптимальный уровень был достигнут лишь в 1971 году. При заполнении водохранилища были затоплены деревни, 5 тысяч жителей которых были переселены. В самой крупной оказавшейся под водой деревне, Ганзе, проживало примерно 2 тысячи жителей. Большая часть переселенцев основало деревни с такими же названиями ниже по течению. Правительство Суринама также провело специальную операцию «Operation Gwamba», нацеленную на спасение животных на затопляемых территориях.
Целью постройки плотины являлась задача генерации электричества для заводов по переработке боксита в алюминий. Эти заводы находятся под управлением компании Suralco (Suriname Aluminum Company), дочерней компании Alcoa. Около 75 % генерируемого гидроэлектростанцией электричества идёт на заводы, остальная часть — на питание столицы Суринама, города Парамарибо.
Кроме подъёма алюминиевой промышленности водохранилище помогло развить внутренние регионы страны и окружающие его леса, отодвинуть границу солёности реки Суринам, обеспечить возможности ирригации в периоды засух, а также развить туризм и рыболовство.